# Île Bylot
Pour les articles homonymes, voir Bylot.
L'île Bylot, en anglais Bylot Island, est une île de l'archipel Arctique située dans le passage du Nord-Ouest. Elle est nommée d'après l'explorateur arctique Robert Bylot.

## Géographie
Elle se situe au large de l'extrémité septentrionale de l'île de Baffin, dans le territoire du Nunavut. Sa côte orientale borde la baie de Baffin. Avec 11 067 km2 de superficie, c'est la 72e plus grande île au monde et la 17e du Canada. Il n'y a pas d'habitants permanents sur l'île mais des Inuits provenant principalement de Pond Inlet s'y rendent régulièrement.
La plus grande partie de l'île fait partie du parc national Sirmilik, hébergeant une grande population de guillemots de Brünnich, de mouettes tridactyles et de grandes oies des neiges.

## Histoire
Une forêt préhistorique pétrifiée de près de trois millions d'années y a été retrouvée.

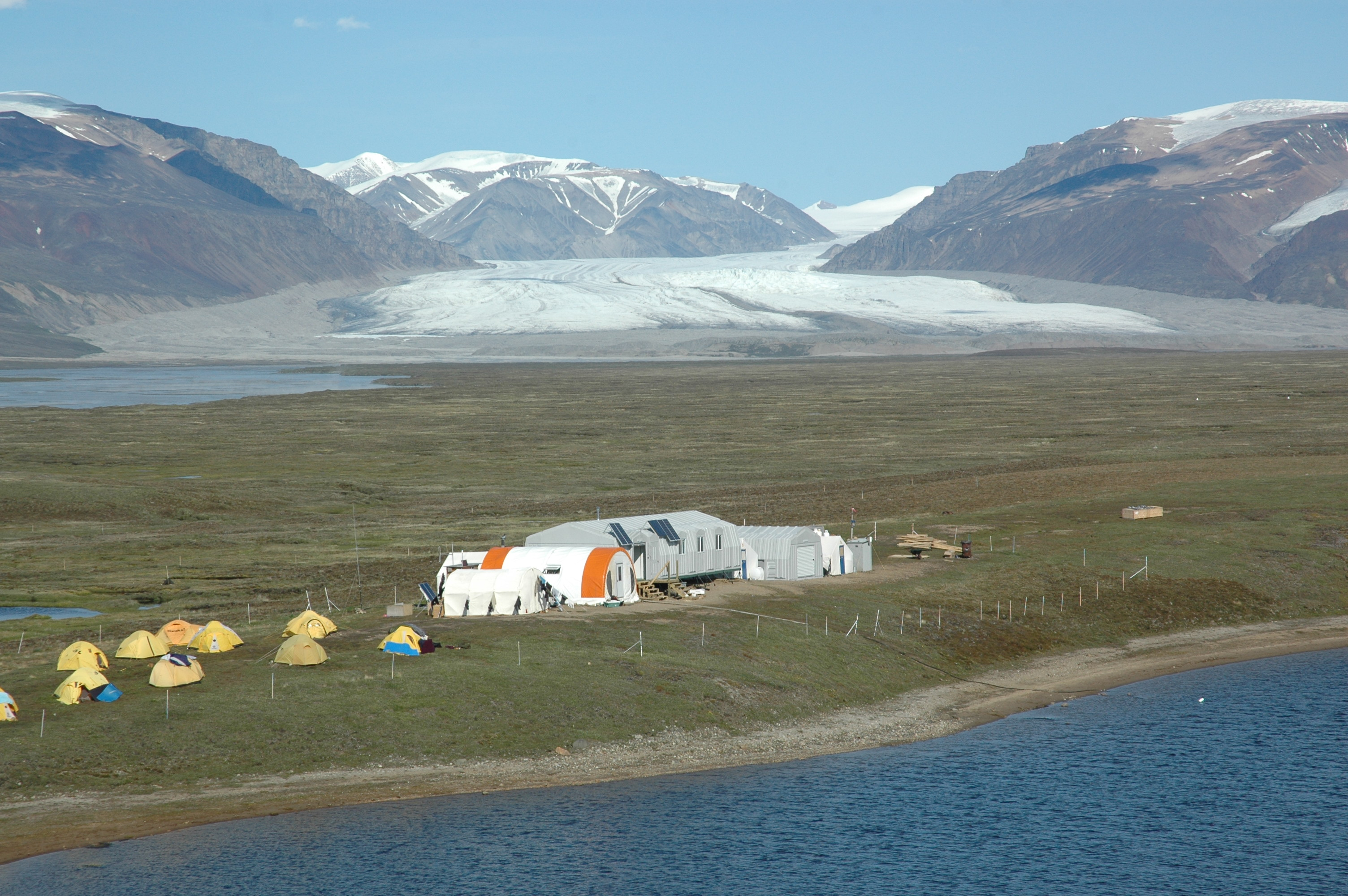
Station de recherche de l'île Bylot

## Référence
- (en) Cet article est partiellement ou en totalité issu de l’article de Wikipédia en anglais intitulé « Bylot Island » (voir la liste des auteurs).